# Comitaat
Comitaat, afgeleid van het Latijnse comes (graaf), is de tweede bestuurslaag van Hongarije en van Kroatië. Het is overgenomen van het Duitse Komitat, in gebruik tijdens de Dubbelmonarchie. Aan het hoofd van een comitaat stond een ispán of gespan. De moderne vertaling van het Hongaarse megye (mv. megyék) en het Kroatische županija (mv. županije) is provincie. Vroeger werd ook wel het woord gespanschap gebruikt. 

## Hongarije

### Hedendaags Hongarije
Hongarije telt tegenwoordig negentien comitaten.

Comitaten van het Koninkrijk Hongarije eind jaren zeventig van de achttiende eeuw

Hiernaast zijn er 23 steden die de rechten van een comitaat hebben (megyei jogú város), maar geen eigen comitaat zijn. De hoofdstad Boedapest behoort tot geen enkel comitaat.

### Historische comitaten
Historische comitaten, die tot 1918 tot Hongarije behoorden, maar sindsdien in buurlanden liggen, zijn:
Bereg, Máramaros, Szatmár, Szepes, Temes, Torda-Aranyos, Ugocsa, Ung, Zemplén, Szilágy e.a.